# .gn
‎.gn‏ دامنه اینترنتی اختصاص داده شده به گینه است.